# Onthophagus menieri
Onthophagus menieri é uma espécie de inseto do género Onthophagus, família Scarabaeidae, ordem Coleoptera.

## História
Foi descrita cientificamente por Ochi em 2003.